# Tô Mậu
Tô Mậu là một xã thuộc huyện Lục Yên, tỉnh Yên Bái, Việt Nam.
Xã Tô Mậu có diện tích 20,95 km², dân số năm 2019 là 3.011 người, mật độ dân số đạt 144 người/km².